# 堀內謙介
堀內謙介（日语：／ Horinouchi Kensuke，1886年3月30日—1979年11月1日），日本外交官，出生于日本兵库县多纪郡篠山町（现丹波篠山市）。

## 生平
1910年毕业于东京帝国大学法科大学政治系。1911年10月通过外交官及领事馆考试，同年11月出任驻大清国助理外交官。
曾在青岛、英国、美国等地工作，1930年1月任驻纽约总领事，1934年3月任外务省调查部长，1934年6月任外务省美国局局长，1936年4月任外务次官。1938年10月任驻美大使直至1940年12月，后由野村吉三郎接任。
二战后任外务省官员研究所所长，并担任该所讲师。1955年11月任驻中华民国大使，1959年退休。

## 榮譽
- 1920年（大正9年）9月7日 - 勲五等雙光旭日章[1]

## 著作
- 堀内谦介回忆录－日本外交50年的秘史（日语：『堀内謙介回顧録 - 日本外交50年の裏面史』）（产经新闻社、1979年）